# Ludhiana (stad)
Ludhiana is de grootste stad van Punjab in het noorden van India, gelegen aan de rivier Sutlej in het district Ludhiana. In de stad wonen 1.395.053 mensen (2001).
De stad is een industrieel centrum met textielindustrie en fietsenproductie met Hero Cycles, een van de grootste fietsenproducenten ter wereld. De stad wordt ook wel "Manchester van India" genoemd.